# Distrito electoral de Tilden (Illinois)
Tilden (en inglés: Tilden Precinct) es un distrito electoral ubicado en el condado de Randolph en el estado estadounidense de Illinois. En el Censo de 2010 tenía una población de 1156 habitantes y una densidad poblacional de 19,79 personas por km².

## Geografía
Tilden se encuentra ubicado en las coordenadas 38°11′25″N 89°42′29″O / 38.19028, -89.70806. Según la Oficina del Censo de los Estados Unidos, Tilden tiene una superficie total de 58.41 km², de la cual 57.9 km² corresponden a tierra firme y (0.87%) 0.51 km² es agua.

## Demografía
Según el censo de 2010, había 1156 personas residiendo en Tilden. La densidad de población era de 19,79 hab./km². De los 1156 habitantes, Tilden estaba compuesto por el 98.36% blancos, el 0.09% eran afroamericanos, el 0.43% eran amerindios, el 0% eran asiáticos, el 0% eran isleños del Pacífico, el 0.35% eran de otras razas y el 0.78% pertenecían a dos o más razas. Del total de la población el 0.35% eran hispanos o latinos de cualquier raza.